# 強平
強 平（きょう へい、生年不詳 - 356年）は、五胡十六国時代前秦の人物。氐族出身で略陽郡の人。明徳皇后（苻健の妻）の弟に当たる。

## 生涯
351年1月、苻健が天王・大単于の位に即くと、太傅に任じられた。
355年6月、外甥の苻生が即位すると、左光禄大夫に任じられた。
強平はかねてより直言を好み、権力者や佞臣であっても憚る事がなかった。
356年4月、長安で大風が吹き、家屋や樹木が引き抜かれた。宮中は騒然となり、賊が忍び込んだと噂し合うようになった。その為、苻生は賊を見つけたら心臓を抉り取ると布告した。強平は「天が災異を降したのです。陛下は民を愛し神を敬うべきであり、刑を緩めて徳を崇める事でこれに応じるのです。そうすれば従う事が出来るでしょう」と述べ、さらに言葉を尽くして苻生の振る舞いを厳しく諫めた。苻生はこれに激怒し、妖言をなしたとして処刑しようとすると、強平は皇太后の弟だった事から、苻黄眉・苻飛・鄧羌らは叩頭して固く諫めたが、聞き入れられなかった。強平は頭に鑿で穴を開けられ、殺害された。